# Afromexicans

Bandera de Cuajinicuilapa, poble negre en l'Estat de Guerrero.

Els afromexicans són els mexicans que tenen ancestres africans. Formen part de la diàspora africana. També es pot dir que són els afroamericans de Mèxic. Avui en dia, els afromexicans estan assimilats, en gran manera, amb la població general, però històricament, s'han localitzat en certes comunitats, a Mèxic. Sobretot es troben a les zones costaneres dels estats de Guerrero, Oaxaca, Michoacán, Veracruz, Campeche, Quintana Roo i Yucatán.

## Història
Quan els espanyols van arribar per primera vegada a Mesoamèrica ja van portar amb ells persones de l'Àfrica. Els esclaus van contribuir a la conquesta de Nova Espanya, però no van gaudir de la victòria a causa del seu estatus. La presència d'africans en el Nou Món fou estrictament per fer feina. El declivi de la població ameríndia i la dificultat de convertir els nadius americans en esclaus, així com la posterior prohibició de la seva esclavitud per part del Papa de Roma, va fer que els espanyols importessin un gran nombre de persones de zones corresponents als actuals estats de Ghana, Costa d'Ivori, Senegal, Gàmbia, la República Democràtica del Congo i Angola.
Durant el període colonial, a Veracruz, els espanyols van restringir el contacte entre els africans i els nadius americans per desencoratjar la formació d'aliances. El matrimoni entre aquests dos grups, els descendents dels quals eren anomenats lobos en el sistema de castes de Nova Espanya i zambos a altres parts d'Iberoamèrica, fou durament desencoratjat pel clergat catòlic. Els europeus van implementar diverses tàctiques per tal d'assegurar-se continuar sent el grup dominant a Mesoamèrica, per damunt dels amerindis i dels d'ascendència africana.
En els primers anys del període colonial, l'esclavatge era molt violent i hi havia moltes rebel·lions. El 1609, hi va haver una revolta negra a Veracruz, encapçalada per Gaspar Yanga i Francisco de la Matosa. Després de dures batalles, Yanga va negociar la pau amb el virrei Luis de Velasco. Es va fundar una comunitat negra anomenada San Lorenzo (que més tard fou rebatejada com a Yanga) que encara existeix; seria la primera de moltes més. Però això no va parar les hostilitats. Les autoritats espanyoles sospitaven d'una nova revolta, el 1612, amb el resultat de 33 esclaus empresonats, torturats i executats (29 homes i 4 dones). Se'ls van tallar els caps, que es van penjar a la plaça major de ciutat de Mèxic durant un llarg temps com a exemple.
Uns colons del Territori Indi d'Oklahoma van constituir un poblat afroamericà a Nacimiento, Coahuila, i també es van fer poblats a la frontera mexicotexana. Alguns dels indigenoafricans del Yucatán van viatjar a Belize, alguns per a buscar les seves arrels. Als últims anys han immigrat a Mèxic negres del Carib i d'Àfrica per a treballar-hi. Molts afromexicants també han anat a buscar millor fortuna, sobretot als Estats Units, on ells i les seves famílies són anomenats hispanoamericans o mexicoamericans d'ascendència africana.

### Vicente Guerrero
La història dels últims cinc-cents anys involucra la saga dels afromexicans de les petites localitats on diverses generacions han continuat mantenint la tradició sociocultural africana. I la història també mostra els esforços d'un gran grup d'afromexicans que han viscut a les regions que n'han tingut poblats, però que també reconeixen que la vasta nació mexicana també té arrels indígenes, i que la unitat entre els indígenes i els negres fou necessària per a la lluita contra l'opressió dels descendents dels europeus, i les elits eurocèntriques. Des del sector dels afromexicans han sorgit molts dels líders més coneguts de la política progressista de la nació.
Vicente Guerrero exemplifica aquesta tradició progressista i com s'ha passat entre generacions.
El portador de mules Vicente Guerrero va pujar d'estatus social fins a esdevenir Comandant en cap de l'exèrcit mexicà durant els últims anys de la guerra d'independència de Mèxic. Vuit anys després de la independència, fou nomenat president i va fer el decret d'abolició de l'esclavatge a Mèxic. Guerrero era un descendent d'esclaus africans que van ser portats al Mèxic colonial. També tenia arrels indígenes i espanyoles, i la seva experiència multicultural fou enriquida amb el contacte amb molts descendents asiàtics que també eren esclaus que van ser portats de Manila a Acapulco. Els asiàtics eren etiquetats com a "africans" pels espanyols perquè aquest volien més esclaus i, segons la llei, només els africans podien ser esclaus. La majoria d'asiàtics eren de pell fosca, ja que venien de Malàisia o les Filipines.

#### La família indigenoafricana al museu
Guerrero fou homenatjat amb el nom d'un estat de Mèxic i és un dels quatre herois de la nació que han estat honorats d'aquesta manera. A la paret del Museu Nacional d'Història de Mèxic D.F. hi ha una il·lustració de l'arbre de família del president Guerrero. Ell i la seva dona, Guadalupe Hernández de Guerrero, van tenir una filla que els va sobreviure, Dolores. Aquesta es va casar amb Mariano Riva Palacio, que fou el cap del consell de la capital durant la presidència de Guerrero. Mariano fou posteriorment governador de l'estat i un promotor preeminent de l'educació pública i un general de l'exèrcit durant la guerra de la Reforma de mitjans del segle xix. El 1831, Vicente Guerrero fou assassinat, i els anys posteriors Mariano i Dolores van convertir la seva casa en un lloc de reunió per als seguidors del líder caigut. En aquest entorn foren polititzats els fills de Mariano i Dolores. Els seus fills Vicente i Carlos van esdevenir governadors estatals i generals de l'exèrcit. Vicente és més conegut pels seus escrits, ja que va esdevenir l'historiador de Mèxic més llegit. Va dirigir la publicació de Mexico a través de los siglos, que encara es reimprimeix en l'actualitat. També va escriure sobre la revolta de l'esclau afroamericà Gaspar Yaga, del 1570.
Altres generacions Guerrero Riva van produir més governadors estatals, incloent-hi un segon Carlos Riva Palacio. Durant els últims episodis de la revolució social de 1910, aquest Carlos va donar suport al president Calles enfront dels intents d'intervenció des dels Estats Units el 1927. El 1934, Carlos fou el primer president del Partido Revolucionario Institucional. A les darreries dels anys 80 del segle xx, Raymundo Riva Palacio va lluitar contra la corrupció del PRI. Com a periodista, va escriure en dos diaris de Mèxic D.F., El Financiero i La Reforma, dos populars diaris antiestablishment. L'aparença física de Raymundo no suggereix que sigui descendent del primer president negre de Mèxic, però és de la seva família.

### Palenques
Per tal d'escapar de l'opressió de l'esclavitud, alguns afromexicans van escapar a les muntanyes i van formar els seus propis assentaments. Aquesta assentaments, anomenats palenques eren compostos, en la seva majoria, per homes d'origen africà. Els homes, en aquests assentaments, van fer raids periòdics a poblacions nadiues o a plantacions per a buscar dones per emportar-se-les als seus poblats (Carrol, 2001). Un d'aquests palenques és Cuajinicuilapa, a l'estat de Guerrero, llar d'un petit enclavament d'afromexicans els avantpassats dels quals eren esclaus que van escapar de les plantacions de sucre i cafè de la costa i van anar a la regió muntanyosa de Guerrero (Hamilton, 2002). Actualment, els residents afromexicans d'aquesta ciutat tenen un museu que ensenya la història i cultura dels seus avantpassats. A més a més, també honoren la seva herència africana amb músiques i danses tradicionals.

### La fi de l'esclavitud
El 1810, a la declaració d'independència de Mèxic també es va criticar l'esclavatge i el sistema de castes, tot i que no es va prohibir fins al final de la guerra de la independència, el 1821. Tot i la prohibició de l'esclavitud, van romandre "formes d'esclavatge" com la tienda de raya (treballadors amb deute perpetu) fins als inicis del segle xx, però aquestes formes de treball esclau eren més general entre la població indígena.

## Població mixta
La majoria de la població mexicana és mixta. Hi ha molta població que té avantpassats africans, així com molta gent de poblacions com Costa Chica que encara demostren visualment que provenen d'africans.
Hi ha molts estudis que han estudiat els nivells de mixtura dels mexicans i que han demostrat una forta presència de genètica ameríndia i europea, i també una contribució significativa africana, també.

## Situació actual
Molts afromexicans viuen a la Costa Chica, una regió de la costa d'uns 300 km situada al sud-est d'Acapulco, Guerrero i fins a Huatulco, Oaxaca (Vaughn, 2004). La majoria dels ocupants de la Costa Chica basen la seva economia en l'agricultura i la pesca. La Costa Chica també és ocupada per molts grups indígenes i Bobby Vaughn, creador del lloc web Black Mexico, descriu les relacions entre els afromestissos i els indígenes com a tensa.
Als últims anys, han aparegut més discursos sobre la població de la diàspora africana a Mèxic. Des del moviment nacionalista dels anys 40 del segle xx, el govern Mexicà no han fet distinció entre blancs, mestissos, mulats, negres o amerindis: ha classificat la població sota la seva base cultural més que segons la raça. Així, la majoria e la població és classificada com mestissa, que classifica a tot aquell que no pertany a un grup indígena. Aquest criteri porta com a conseqüència que apareix un nombre molt baix de població negra i ameríndia. Charles Henry Rowell, l'editor de la revista the Callaloo Journal, creu que la majoria dels descendents dels esclaus negres han desaparegut per l'assimilació i la barreja (2004). Als ulls de la població mexicana, només la gent amb la pell molt fosca són anomenats actualment negros, per tant, la població negra no és percebuda a Mèxic com una comunitat.
La carència de reconeixement, algunes vegades dificulta que els afromexicans reivindiquin la seva herència africana. Molts han triat ser assimilats completament a la societat mexicana. Un recent estudi, del 2005, ha trobat que la majoria de la gent que té avantpassats negres prefereixen ser considerats mestissos. A més a més, hi ha pressions per part de la població mexicana que fa que s'assimilin. A causa que la seva presència no és molt coneguda a Mèxic i a la resta del món, sovint s'assumeix que són immigrants il·legals de Belize o d'altres parts d'Iberoamèrica (Sailer, 2002). Moltes vegades, persones afromexicanes són forçades a cantar l'himne nacional mexicà per part de la policia per a provar que són mexicans (Graves, 2004). Aquesta discriminació fa que molts mexicans amaguin el seu llinatge africà.
Tot i ser objectiu de discriminació i pobresa, hi ha afromexicans que mostren obertament la seva herència africana i que volen ser reconeguts. A Coyolillo, Veracruz, celebren un carnaval que té unes arrels clarament africanes. A El Ciruelo hi ha un petit grup d'afromexicans que s'han organitzat com els Mexico Negro i que han lluitat perquè la consideració racial sigui afegida al cens abans del 2010 (Graves, 2004), però l'Institut Nacional d'Estadística i Geografia no indexa la gent per la seva raça.
Segons Sailer (2002), hi va haver uns 200.000 africans portats a Mèxic durant l'imperi Espanyol i els seus descendents encara viuen avui en dia a Mèxic. Segons l'antropòleg Gonzalo Aguirre Beltrán són la "tercera arrel" de Mèxic.

## Llegat a la cultura mexicana
Les prohibicions dels espanyols de les pràctiques culturals africanes, indígenes o asiàtiques van forçar a una barreja cultural que a vegades dissimulaven els seus orígens, com les danses Jarabe tapatío que ballaven dones vestides amb robes indígenes i que tenien ritmes africans.
Una recerca recent ha estudiat la barreja creativa i ha trobat impremtes africanes a la cultura mexicana de moltes zones:
- Música: el musicòleg Rolando Perez Fernandez, en el seu estudi La Música Afromestiza de México diu que gairebé tota la música tradicional mexicana té influències africanes.
- Escultura: L'ús molt extens de les màscares a les danses i als cultes espirituals té una forta influència africana, segons l'antropòleg Sagrario Cruz Carretero (i altres).
- Cuina:L'antropòloga Dora Carreaga Gutierrez, en el seu llibre de cuina Afro-Mexican diu que la gastronomia i les begudes de la costa atlàntica mexicana té un gust afrocaribeny.
- Màgia i medicina: L'antropòleg Gonzalo Aguirre Belgran, argumenta que les pràctiques màgiques i de la medicina tradicional també té moltes influències africanes.
- Llengua:Hi ha lèxic en el dialecte mexicà que prové de llengües africanes. Per exemple el verb "chingar", que ve d'Angola.

## Costa Chica
La Costa Chica és una de les dues regions de Mèxic que tenen una població significativa negra avui en dia; l'altre és a l'estat de Veracruz, a la costa del Golf. La Costa Chica és una porció de costa d'uns 320 kilòmetres entre Acapulco, a Guerrero i Huatulco, a Oaxaca.
El seu clima és molt càlid durant la majoria de l'any i les pluges de l'estiu dificulten les comunicacions. Hi ha molt poques atraccions turístiques principals als llocs de la Costa Chica que habiten la majoria dels afromexicans, tot i que hi ha algunes platges locals interessants: Playa Ventura i Punta Maldonado a Guerrero i la platja de Corralero a Oaxaca. També cal mencionar la reserva de la natura salvatge de Chacahua, a Oaxaca.
A més de molts afromexicans, a la Costa Chica també hi viuen molts indígenes. Els dos grups ètnics més importants de la regió són els Amuzgos i els Mixteques. Tot i això, hi ha poca interacció social entre els indígenes i els afromexicans. En part a causa de la barrera idiomàtica, però també per altres factors, com que hi ha hagut una història d'hostilitats entre els dos grups, que ha fet que s'hagin creat estereotipus negatius entre ambdós grups.
La base econòmica de la Costa Chica és agrícola-ramadera i també la pesca. Es cultiva blat de moro, cocos, mango, sèsam i síndries.

### Comunitats de la Costa Chica
No tota la gent d'aquestes comunitats es consideren a ells mateixos com negres (o morenos) i el govern mexicà no els censa com a tals. Els noms que es presenten a aquí inclouen tots els residents de 37 poblacions de la Costa Chica que es podrien considerar significativament i històricament afromexicanes, així com la majoria de la població de les quals s'autoidentifica com afromexicans. A més a més, hi ha altres comunitats afromexicanes que no s'inclouen en aquesta llista, així doncs, la llista de ciutats que es presenten no és definitiva. Així doncs, les dades que es donen són aproximades.
Les poblacions preferentment afromexicanes de la Costa Chica són:
- Estat de Guerrero: Cerro del Indio, Cuajinicuilapa, Maldonado, Montecillos, El Pitahayo, Punta Maldonado, San Nicolás, El Cacalote, Cerro de las Tablas, Copala, Azoyú, Banco de oro, Barra de Tecoanapa, huehuetán i Juchitán.
- Estat d'Oaxaca: El Ciruelo, Colantes, Santa María Chicometepec, Corralero, Cerro de la Esperanza, Lagunillas, El Azufre, Chacahua, Charco Redondo, El Lagartero, Llano Grande, Zapotalito, Morelos, Lagunillas, Santo Domingo Armenta, Lagunillas, Callejón de Rómulo, Santiago Tapextla, Llano Grande, Mártires de Tacubaya, San José Estancia Grande i Santa María Cortijo.

## Afromexicans notables

### Figures històriques
- Gaspar Yanga: Fundador de la primera comunitat d'africans lliures a les Amèriques el 1609.[7]

### Artistes
- L'actor Zamorita.
- Cantants:
  - Kalimba Marichal
  - M'Balia Marichal
  - Johny Laboriel
  - María del Sol
  - Veronika con K
  - Toña la Negra

### Polítics
- Herois de la Guerra de la Independència:
  - Vicente Guerrero
  - José María Morelos y Pavón
- Governadors d'estats:
  - Joaquín Hendricks
  - Pío Pico
  - Luis Cortazar Guanajuato
- Altres polítics afromexicans:
  - Luis Malanco.
  - Mario Marcel Salas.
- Historiadors:
  - Ignacio Manuel Altamirano.

### Figures de ficció
- Memín Pinguín: personatge d'un còmic, que ha arribat a tota llatinoamèrica, Filipines i els Estats Units. El govern mexicà va fer-li honor amb una col·lecció de segells el 2005.

### Esportistes
- José Nápoles: boxejador
- Juan de la Rosa: boxejador.
- Giovani dos Santos: futbolista.
- Melvin Brown: futbolista
- Edoardo Isella: futbolista
- Jorge Orta: jugador de beisbol.